# Фон
Фон представљају једну од главних западноафричких етничких и лингвистичких група. Они живе у Бенину или Дахомеју као и у југозападној Нигерији. Има их више од 2 милиона. Фон језик је главни језик којим се говори у јужном Бенину, и припада Гбе језичкој групи. Културе сродне Фонима јесу Еве, Аја и Гуин народи. За Фоне се тврди да су настали у Тадоу, селу у југоисточном Тогоу, близу границе с Бенином.
Култура је патрилинеална и дозвољава полигамију и развод. Погреби су најважнији културни догађаји, а жаљење укључује бубњање и плесање које траје данима. Фони верују да део особе умире а део се реинкарнира.
Већина Фона данас живи у селима и малим градовима где су куће од блата. Градови које су саградили Фони укључују Абомеј, историјску престоницу Дагомеје и Оуидах. Ови градови су били средишта трговине робљем.

## Фон вера
Док многи Фони за себе тврде да су хришћани, већина исповеда бенинску националну религију Водун. Фон назив за бога или духа је „Воду“. Ритуали могу укључивати бубњање како би се изазвала поседнутост једним од тих богова или духова. Фон религија је политеистичка, с врховним (али не и свемоћним) божанством познатим као Нана Булуку.

## Утицај на „Нови Свет“
Многи потомци Фона данас живе на америчком континенту због Атлантске трговине робље. Заједно с многим другим културним групама из Фон регије као што су Јоруба и Банту, Фон култура се стопила с француском, португалском и шпанском како би створила специфичне религије (Вуду, Цандомбле и Сантерија) као и плесне и музичке стилове (Арара, Јан Валу).